# Arjen Robben
Pour les articles homonymes, voir Robben.
Arjen Robben (prononcé en néerlandais : [ˈɑrjə(n) ˈrɔbə(n)] ), né le 23 janvier 1984 à Bedum aux Pays-Bas, est un ancien footballeur international néerlandais évoluant au poste d'ailier droit.
Robben signe au FC Groningue lors de la saison 2000-2001 du championnat néerlandais, au terme de laquelle il est élu meilleur joueur de l'équipe. Deux ans plus tard, il rejoint le PSV Eindhoven, club avec lequel il devient champion des Pays-Bas et est élu meilleur jeune joueur de l'Eredivisie. En 2004, Robben quitte les Pays-Bas et s'engage avec le club londonien de Chelsea. Il passe trois saisons en Angleterre et remporte deux fois la Premier League. Robben s'engage ensuite au Real Madrid en 2007 pour 36 millions d'euros. En Espagne, il réalise de bonnes performances et remporte le titre national. En dépit de cela, Robben est contraint de quitter le club, lors du retour à la présidence de Florentino Pérez qui souhaite recruter de nouveaux joueurs.
En 2009, il est alors transféré au Bayern Munich, découvrant son quatrième championnat. Après une saison où il se montre souvent décisif, il remporte avec le club bavarois la Bundesliga, la Coupe d'Allemagne et dispute une finale perdue de Ligue des champions. Lors de la saison 2011-2012, il réalise de très bonnes performances européennes et nationales avec le Bayern, mais rate un penalty décisif durant les arrêts de jeu de la finale de Ligue des champions, perdue à nouveau, aux tirs au but face à Chelsea cette fois. L'année suivante, Arjen Robben remporte enfin la Ligue des champions, après une troisième finale jouée avec le club bavarois, marquant le but de la victoire face au Borussia Dortmund. Il réalise ainsi un triplé inédit dans l'histoire du club (Bundesliga, Coupe d'Allemagne et Ligue des champions). Il termine 8e puis 4e au classement du Ballon d'or en 2013 et 2014. Le duo d'ailiers qu'il forme avec Franck Ribéry (surnommé « Robbery » par la presse spécialisée) est l'une des caractéristiques du jeu du Bayern Munich.
Avec l'équipe nationale des Pays-Bas, il est un cadre de la sélection durant plusieurs années au même titre que Robin van Persie et Wesley Sneijder. Faisant ses débuts en 2003, il participe aux grandes compétitions internationales disputées par les Oranje, parvenant notamment en finale de la Coupe du monde de 2010 en Afrique du Sud, perdue face à l'Espagne (1-0). Il ajoute par la suite à son palmarès une troisième place à la Coupe du monde de 2014 au Brésil grâce à ses belles performances durant le tournoi. Sa fin de parcours en sélection est gâchée par ses blessures et la non-qualifications pour l'Euro 2016 et la Coupe du monde de 2018 dans une équipe en fin de cycle. Il se retire de la scène internationale en 2017 après avoir marqué 37 buts avec l'équipe des Pays-Bas, qui n'a jamais perdu un match durant lequel Robben a marqué.
Technique, dribbleur, extrêmement rapide, Arjen Robben évolue dans un registre d'attaquant mais surtout d'ailier. Positionné à droite, dans un rôle de « faux-pied », il se distingue régulièrement par sa marque de fabrique qui est de partir du côté droit pour repiquer au centre, frapper et marquer. La répétition de cette action avec succès durant sa carrière conduit les médias et les supporters à évoquer la « spéciale Robben ». Les blessures récurrentes tout au long de sa carrière l'empêchent cependant de prendre part à une grande partie des matchs de ses équipes. Ses simulations sur le terrain sont également souvent dénoncées par les observateurs.

## Biographie

### Carrière en club

#### De Groningue au PSV
Né le 23 janvier 1984 à Bedum, ancienne commune d'environ 11 000 habitants caractéristique par son architecture de la province de Groningue, Arjen Robben commence le football dès son plus jeune âge, au sein de l'équipe locale du VV Bedum. Il est notamment formé à la méthode Coerver, inventée et popularisée par l'entraîneur néerlandais Wiel Coerver. Sa technique et son contrôle de balle lui ouvrent les portes du FC Groningue, club de la région, à l'âge de 14 ans.
Robben apparaît en équipe première de Groningue lors de la saison 1999-2000 du championnat des Pays-Bas, mais ne dispute pas un seul match. Il fait réellement ses débuts la saison suivante. Sélectionné pour un match dès novembre 2000, il doit toutefois attendre le 3 décembre 2000 pour jouer. Face au RKC Waalwijk, il rentre à la 9e minute pour remplacer Leonardo dos Santos (en), sorti sur blessure. Après l'hiver, Robben se fait une place dans l'effectif, apparaissant au total dix-huit fois, pour deux buts inscrits. Il est ainsi nommé joueur de l'année du club dès sa première saison. Avec son équipier Jordi Hoogstrate (en), il illustre la qualité du centre de formation de Groningue. La saison suivante, Robben améliore ses performances, jouant vingt-huit matchs et inscrivant six buts. Il déclare lors de son premier entretien télévisé : « j'arrive à vélo de mon village pour les entraînements. C'est environ 10 ou 11 kilomètres aller et retour ». Il dévoile à la caméra sa chambre, dans la maison de ses parents, dans laquelle des écharpes de supporters sont collées au mur. Il sort également pour le journaliste une boîte remplie d'articles de journaux qu'il a découpés et parlant de lui, devant donner parfois quelques autographes à l'école : « ça fait partie du job ». Robben attire l'attention du PSV Eindhoven, qui l'engage pour 4,3 millions d'euros en vue de la saison 2002-2003.
Lors de sa première saison au PSV, Robben joue trente-trois matchs pour douze buts, pour finir par remporter le titre de champion des Pays-Bas. Il est ainsi nommé co-meilleur joueur du club de l'année avec Mateja Kežman, les deux joueurs formant le duo d'attaque de l'équipe. Sur le plan individuel, Robben est élu meilleur jeune joueur de l'année, devant Wesley Sneijder.
La saison suivante, le PSV ne peut pas suivre le rythme de l'Ajax Amsterdam dans la course au titre et doit se contenter de lutter pour la deuxième place. Au cours de l'exercice, Robben se rend à Londres et rencontre Alex Ferguson, entraîneur de Manchester United, pour discuter d'un transfert. Toutefois, le PSV ainsi que le joueur considèrent l'offre trop peu satisfaisante ; le président du PSV Harry van Raaij déclare alors que les sept millions d'euros proposés par Manchester leur permettraient d'acheter, au mieux, un maillot signé de Robben. Presque dans la foulée, Roman Abramovich, représentant de Chelsea, fait une offre de dix-huit millions d'euros, cette fois acceptée par les Néerlandais. La fin de la saison de Robben au PSV est cependant décevante, se blessant deux fois aux ischio-jambiers et manquant quelques rencontres. Au terme du championnat, Robben a inscrit cinq buts en vingt-trois matchs.

#### Trois saisons à Chelsea: entre blessures et coups d'éclats

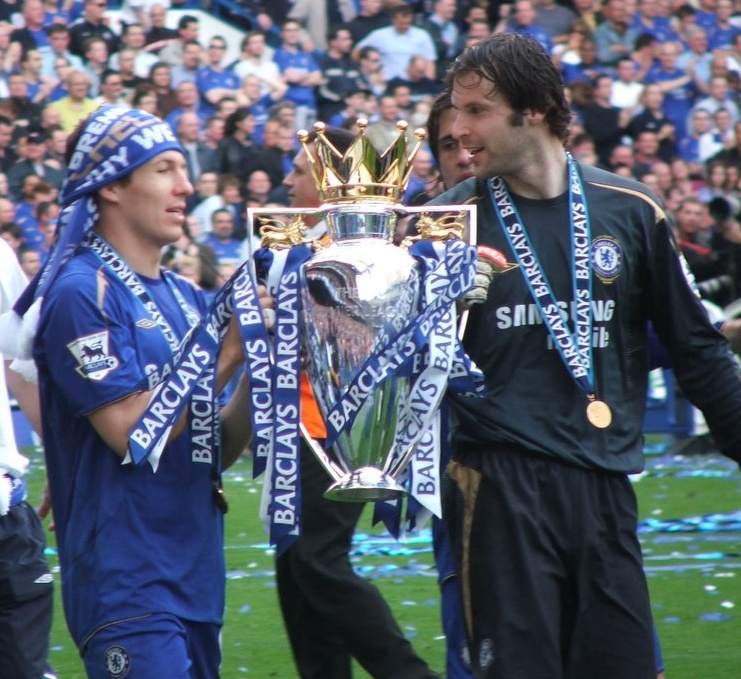
Arjen Robben et Petr Čech célébrant la victoire en Premier League.

Lors d'un match amical de pré-saison contre l'AS Rome, Robben se fracture un os du métatarse, ce qui lui fait manquer le début de la saison avec son nouveau club.
Il joue son premier match pour Chelsea le 23 octobre 2004, lors d'une rencontre de Premier League face aux Blackburn Rovers. Il entre en jeu à la place d'Alexeï Smertine lors de cette rencontre remportée par son équipe sur le score de quatre buts à zéro. Il marque son premier but pour les blues le 2 novembre 2004, en donnant la victoire à son équipe en marquant le seul but du match sur la pelouse du CSKA Moscou.
Dès son retour de blessure, en novembre 2005, Robben s'illustre en étant élu joueur du mois de Premier League. Il termine la saison 2004-2005 avec un total de sept buts, soit le second meilleur total de sa carrière professionnelle. Il fait partie des nommés pour le titre de Jeune joueur PFA de l'année, mais c'est l'Anglais Wayne Rooney de Manchester United qui est élu. Lors d'un match à l'extérieur face aux Blackburn Rovers, Robben se blesse encore, gravement cette fois, et ne peut participer à la progression de son équipe vers le titre national et les demi-finales de la Ligue des champions.
De retour en forme pour la saison suivante, Robben est un pion essentiel du flanc gauche de Chelsea. En vingt-huit rencontres, il inscrit six buts, et le championnat est remporté par Chelsea pour la deuxième fois d'affilée. En 2005 lui est décerné le trophée Bravo, qui récompense le meilleur joueur de moins de 21 ans évoluant du un championnat européen. Cependant, cette saison 2005-2006 voit le joueur au centre d'une controverse avec le gardien de Liverpool Pepe Reina. À la fin d'une rencontre opposant les deux équipes, Reina pousse Robben au visage, après des propos provocants de celui-ci. Robben tombe alors avec exubérance sur la pelouse, et Reina est expulsé. Commentant l'incident, Reina déclare que Robben « mérite un Oscar » pour son jeu théâtral. Le gardien espagnol est donc suspendu pour trois matchs, Liverpool ayant renoncé à faire appel. C'est également lors de cette saison 2005-2006 que Robben reçoit les deux premiers cartons rouges de sa carrière.

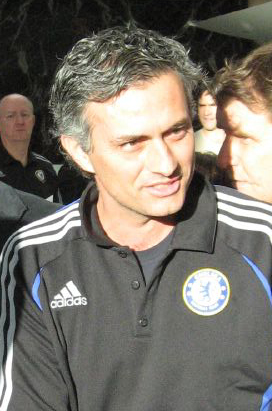
José Mourinho est l’entraîneur de Robben à Chelsea.

Malgré de bonnes performances lors de la Coupe du monde 2006, Arjen Robben commence la saison 2006-2007 sans réelle garantie de temps de jeu en club, à cause d'une modification importante du système de Chelsea. Les arrivées d'Andriy Shevchenko, de Michael Ballack et d'Ashley Cole poussent José Mourinho à délaisser son 4-3-3 pour un 4-1-3-2. Frank Lampard et Michael Essien en milieux de terrain polyvalents sont ainsi préférés aux ailiers du style de Robben. Ce nouveau système le laisse donc souvent sur le banc. Sa place au Chelsea FC est un temps remise en question, jusqu'au départ de l'attaquant irlandais Damien Duff pour Newcastle United. À partir de novembre 2006, José Mourinho laisse plus de temps de jeu au Néerlandais.
En l'absence de Joe Cole blessé, Robben est alors reconnu comme un joueur important, apportant sa vitesse et sa technique à un effectif qui en manque quelque peu. Le 23 décembre 2006, il est élu homme du match à l'issue d'une rencontre contre Wigan, qui l'a vu inscrire un but et distribuer une passe décisive. Immobilisé quelques semaines à cause d'une légère blessure à la cuisse, Robben revient sur les terrains, encore contre Wigan, et, encore une fois, est élu homme du match (une passe et un but). Robben se blesse de nouveau le 20 janvier 2007, contre Liverpool. Il fait son retour le mois suivant contre Middlesbrough, contribuant à la victoire 3 à 0 de Chelsea grâce à un tir qui provoque un but contre son camp de l'adversaire.
Le 21 février, remplaçant lors d'un match de Ligue des champions contre le FC Porto, il permet dès son entrée en jeu à Andriy Shevchenko d'égaliser. Lors du match retour, il marque un but décisif, amenant Chelsea à gagner le match 2 buts à 1. À la fin du mois de mars, il se blesse lors d'une rencontre avec la sélection des Pays-Bas. Il doit ainsi se faire opérer du genou et on estime son indisponibilité à au moins quatre semaines. Il revient pour un match de Ligue des champions contre Liverpool. Au terme de la saison, Robben a ainsi disputé vingt-et-un matchs de championnat (deux buts), quatre matchs de Coupe d'Angleterre, et huit matchs de Ligue des champions (un but).
Le club espagnol du Real Madrid manifeste son intérêt pour deux joueurs de Chelsea. L'entraîneur de Madrid, Bernd Schuster, aurait demandé l'Allemand Michael Ballack, alors que Ramón Calderón aurait une préférence pour Robben. Le club espagnol finit par trancher, au mois d'août 2007, en recrutant Robben pour 36 millions d'euros avec un contrat de cinq ans à la clé. Il est alors le quatrième transfert le plus cher de l'histoire du Real, derrière le Français Zinédine Zidane, le Portugais Luís Figo et le Brésilien Ronaldo.
Âgé de vingt-trois ans, Arjen Robben quitte ainsi le Chelsea FC après trois saisons passées au club, qui l'ont vu gagner tout ce qu'il y avait à gagner en Angleterre : deux championnats, une Coupe d'Angleterre, deux Coupe de la Ligue, et un Community Shield. Cependant, il avoue regretter ses nombreuses blessures, qui l'ont selon lui empêché d'avoir autant d'impact qu'il aurait souhaité. Il envisage ainsi son passage au Real comme un « nouveau départ ».

#### «Le joueur de cristal» au Real Madrid

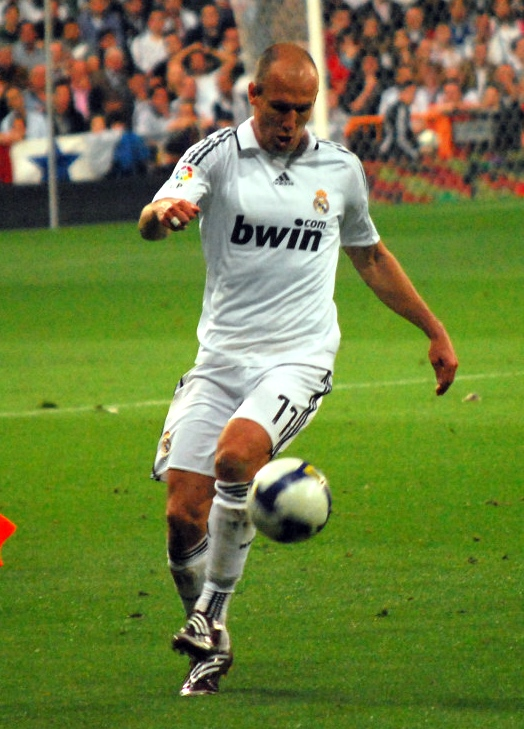
Robben en 2009.

Robben fait ses débuts au Real Madrid le 18 septembre 2007, lors d'un match de Ligue des champions contre le Werder Brême. Il est ensuite écarté des terrains pour une période de six semaines, à cause d'une blessure contractée avec la sélection des Pays-Bas. Le 23 décembre, il dispute son premier Clásico contre le FC Barcelone en rentrant à la 85e minute ; le match est toutefois remporté 1-0 par son équipe. L'année suivante, Robben inscrit son premier but pour le Real Madrid, lors d'un match de Coupe d'Espagne le 2 janvier contre le Alicante CF. Titularisé, il ouvre le score et son équipe s'impose par deux buts à un. Il est ensuite souvent blessé et joue peu en ce début d'année. Le 10 février, il participe à  l'éclatante victoire de Madrid, 7 à 0, sur Valladolid. Il est l'auteur d'un match solide, fait trois passes décisives et marque un but à la 33e minute, soit son second but pour le Real mais son premier en Liga. Ses bonnes prestations poussent le Brésilien Robinho sur le banc des remplaçants. Contrairement à lui, Robben peut permuter à droite et à gauche, ce qui offre plus de possibilités à l'entraîneur, Bernd Schuster. Avec son compatriote Wesley Sneijder, Robben se montre important pour la fin du championnat, qu'il remporte finalement avec son club.
La saison 2008-2009 commence en fanfare pour le Néerlandais, auteur d'une très bonne performance en Supercoupe d'Espagne contre le Valence CF. Lors du match retour, il mène le Real Madrid à la victoire à 9 contre 11, et remporte ainsi son deuxième titre avec le club de la capitale. Après une série de blessures, il revient contre le FC Séville, où il est expulsé pour protestation. Cette expulsion lui fait manquer le Clásico, mais, de retour face à Valence et à Villareal, il excelle à nouveau. Néanmoins, le Real Madrid termine la saison derrière le Barça de Pep Guardiola en championnat, et est de nouveau éliminé au stade des huitièmes de finale en Ligue des champions.
À l'issue de la saison, Florentino Pérez fait son retour à la présidence du Real, et procède à quelques recrutements importants pour mettre en place une nouvelle génération de « Galactiques ». Le Portugais Cristiano Ronaldo, le Brésilien Kaká, et le Français Karim Benzema font notamment leur arrivée à la maison blanche, pour des sommes record. Robben fait les frais de ces nouveaux transferts, le club madrilène ayant besoin de liquidités après ces engagements onéreux. Ses compatriotes Klaas-Jan Huntelaar et Wesley Sneijder sont également poussés vers la sortie.
Robben est ainsi contraint de quitter le club, malgré sa pré-saison réussie et sa volonté affirmée de s'imposer au sein du nouvel effectif. Un accord de 25 millions d'euros est trouvé entre le Real et le club bavarois du Bayern Munich, entraîné par le Néerlandais Louis van Gaal. Il signe un contrat de quatre ans le 28 août 2009 et portera le numéro dix, plus attribué depuis Roy Makaay.

#### La consécration au Bayern Munich

##### Exploits individuels et défaite en finale

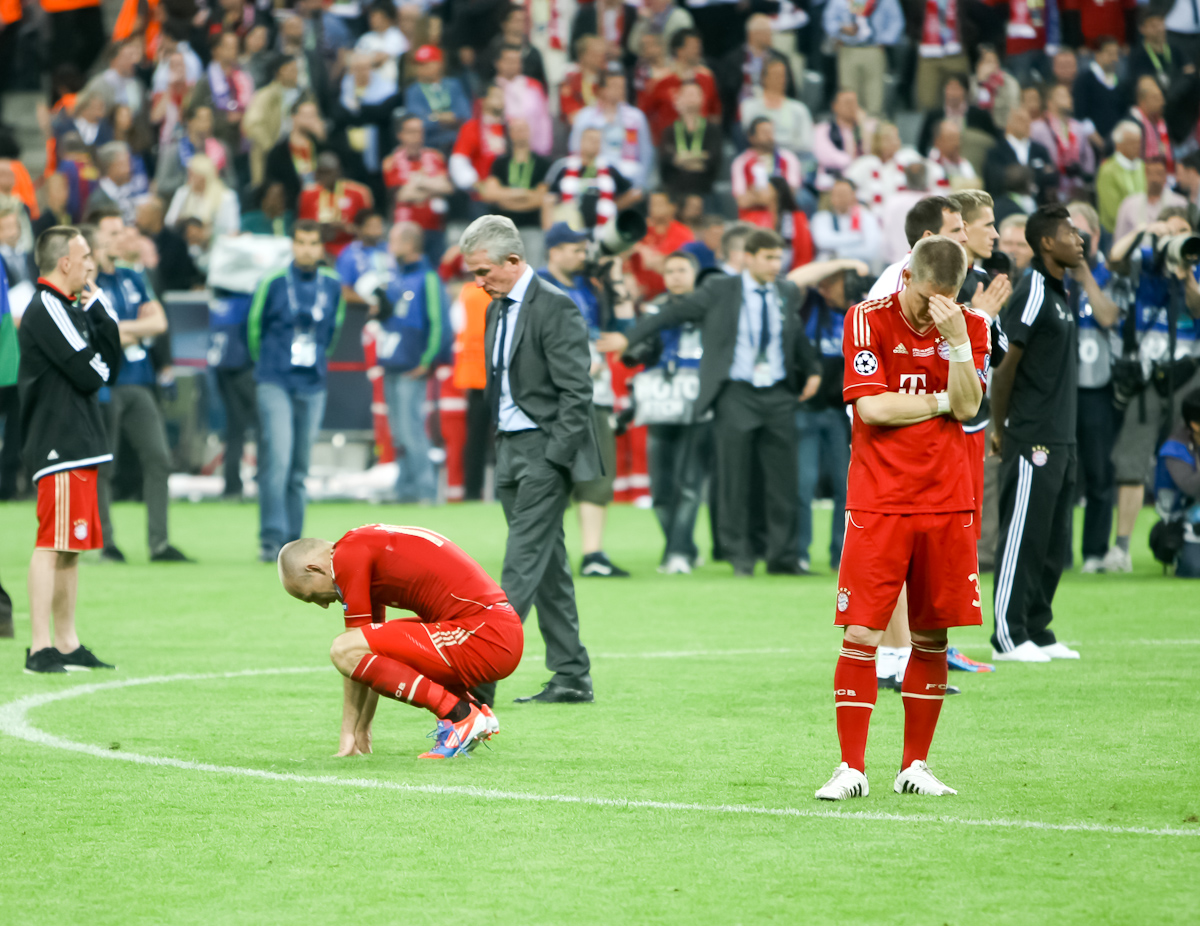
Robben lors de la défaite face à Chelsea en finale de la Ligue des champions à Munich.

Dès le lendemain de sa signature, Arjen Robben joue son premier match pour le Bayern. Entré à la mi-temps contre le champion en titre Wolfsburg, il inscrit deux buts, servi deux fois par Franck Ribéry, et le Bayern remporte sa première rencontre de la saison. Blessé en poule de Ligue des champions, Robben revient le 24 octobre 2009, contre l'Eintracht Francfort et inscrit son troisième but. Il s'impose assez rapidement comme un joueur essentiel du Bayern.
Il se montre notamment décisif en Ligue des champions, où il enchaîne les performances de haut vol. En huitième de finale, il inscrit le but de la qualification contre la Fiorentina, sur une frappe de plus de 25 mètres à la 65e minute. Au tour suivant, face à Manchester United, il qualifie son équipe grâce à une remarquable reprise de volée sur un corner de Ribéry. En demi-finale, il inscrit le seul but du Bayern face à l'Olympique lyonnais. Au retour, un triplé du croate Ivica Olić propulse les Bavarois en finale de Ligue des champions, pour la première fois depuis 2001. Robben est ainsi assuré de retrouver Santiago Bernabéu, maison du Real Madrid, où est programmée la finale de la compétition. Le Bayern y est finalement dominé 2 buts à 0 par l'Inter de José Mourinho.
En championnat, Robben s'illustre également à de nombreuses reprises. Il inscrit son premier triplé en Bundesliga en avril, contre le Hanovre 96. La partie est remportée 7 à 0 par Munich. Le 8 mai, Robben devient champion d'Allemagne grâce à une victoire 3-1 contre le Hertha Berlin, lanterne rouge, partie où il inscrit un nouveau doublé. Robben gagne là son cinquième titre de champion national, glanés dans quatre pays différents. Le Néerlandais finit d'ailleurs meilleur buteur de son club pour sa première saison. Une semaine plus tard, le Bayern réalise le doublé en remportant la Coupe d'Allemagne, face au tenant du titre de Brême ; Robben ouvrant la marque sur penalty. Ces performances lui valent d'être élu joueur de l'année 2010 en Bundesliga, atteignant un pourcentage de votes record de 72,1 % et devenant le premier Néerlandais à remporter ce suffrage.
Robben revient de la Coupe du monde gravement blessé à la cuisse. Il manque ainsi toute la première partie de la saison 2010-2011 du Bayern. La gestion de la blessure de Robben, qui joue le mondial blessé, est très critiquée par la direction du Bayern Munich, qui réclame dédommagement à la fédération néerlandaise de football. La solution s'oriente vers un match opposant le Bayern aux Pays-Bas, dont l'intégralité des recettes irait au club bavarois. Robben revient sur les terrains le 8 janvier 2011, à l'occasion d'un match de préparation au Qatar.Il se montre toujours aussi impressionnant et quasi-indispensable, puisqu'en avril 2011, il inscrit déjà 9 buts en 11 matchs.
En janvier 2012, Robben déclare qu'il aimerait prolonger son contrat avec le Bayern Munich, celui-ci expirant en 2013. Il le prolonge effectivement le 3 mai 2012, jusqu'en 2015. Le 19 mai 2012, lors de la finale de la Ligue des champions 2012 à Munich face à Chelsea, son ancien club, il rate un penalty à la 96e minute lors des prolongations, ce qui coûte la Ligue au Bayern, qui la perd lors de la séance de tirs au but.

##### Victoire en Ligue des champions

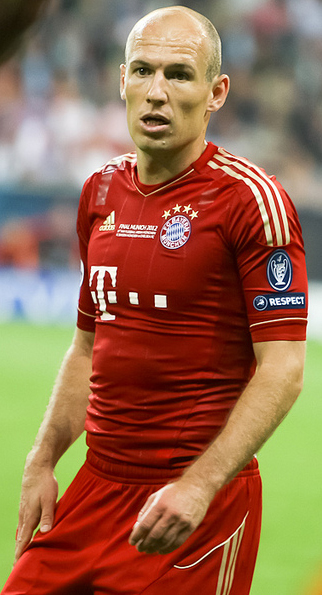
Robben face à Chelsea lors de la finale de la Ligue des champions.

La saison 2012-2013 est contrastée pour Robben. D'abord blessé, il commence la majeure partie des matchs du Bayern sur le banc, Heynckes préférant Müller au poste de milieu droit. Ce choix est entièrement satisfaisant pour le Bayern puisque Müller est décisif à de nombreuses reprises, enchaînant les buts et les passes décisives. Ce n'est que lorsque Toni Kroos se blesse dans un match de ligue des champions face à la Juventus de Turin que Robben reprend son couloir droit, Müller reprenant le poste occupé par Kroos, milieu offensif central. Oubliant ses échecs de l'année passée, Arjen Robben redouble d'effort et revient à son meilleur niveau[réf. nécessaire]. Le 27 février 2013, il offre la qualification du Bayern pour les demi-finales de la Coupe d'Allemagne en marquant le seul but du match face au rival, le Borussia Dortmund.
Il est également l'un des grands artisans de la victoire du Bayern face au FC Barcelone (7-0 cumulé) en demi-finale de Ligue des champions en marquant le but du 3-0 à l'aller et en se montrant particulièrement motivé pour les tâches défensives[réf. nécessaire].
Robben parvient finalement lors de la finale de la Ligue des champions à conjurer ce que les médias nomment parfois sa « malédiction de Johannesburg » – c'est-à-dire son incapacité chronique à être décisif lors d'une grande finale de coupe. Il offre d'abord une passe décisive à Mario Mandžukić, après une action de Franck Ribéry. Après l'égalisation des joueurs de Dortmund, le duo « Robbéry » se montre efficace à la 89e minute. Après une talonnade de Ribéry, Robben parvient à éviter le tacle de Mats Hummels puis trompe Weidenfeller. Arjen Robben est élu homme du match.
Le 27 juillet 2013, lors de la finale de la Supercoupe d'Allemagne opposant le Bayern Munich au Borussia Dortmund, il réalise un doublé mais voit Dortmund s'imposer sur le score de 4 à 2.

##### 2014-2019
Alors que Robben n'a pas été nommé dans le trio final du Ballon d'or 2014 (il arrive 4e), certains commentateurs estimaient que dans le cas d'une nouvelle victoire du Bayern en Ligue des Champions lors de la saison 2014-2015, Robben pourrait se voir remettre la distinction personnelle. Cependant, malgré de bons résultats avant la trêve hivernale, Robben se blesse en début d'année et compromet ses chances de rejouer avec l'équipe. Il est annoncé quelques mois plus tard que le joueur pourrait à nouveau être disponible en fin de saison, ce qui se réalise. Lors du match contre Dortmund où il fait son retour, il se blesse à nouveau. Le Bayern sera éliminé de la Ligue des Champions en demi-finales, où le coach Pep Guardiola a dû composer avec une équipe moindre, plusieurs joueurs ayant été blessés. Franz Beckenbauer, ancien joueur du Bayern Munich retraité, laisse entendre que sous sa direction, le Néerlandais devrait quitter le club en raison de son manque de disponiblité, tout comme Schweinsteiger, Alonso et Ribéry. Guardiola balaya cette option, indiquant que Robben resterait au Bayern pour la saison 2015-2016. Le natif de Bedum aura tout de même marqué 17 buts pour 21 matchs joués, et le Bayern remporté la Bundesliga. Le 2 décembre 2018, il annonce qu'il ne prolongera pas son contrat et qu'il partira en fin de saison en accord avec son club.
Le 4 juillet 2019, il annonce qu'il met un terme à sa carrière de joueur.

#### Sortie de retraite et retour au FC Groningue
Le 27 juin 2020, il sort de sa retraite pour revenir dans son club formateur du FC Groningue.
Il joue son premier match depuis son retour au club le 13 septembre 2020, lors de la première journée de la saison 2020-2021 d'Eredivisie face au PSV Eindhoven. Il est titularisé et son équipe s'incline par trois buts à un.
Le 15 juillet 2021, Robben met un terme à sa carrière de footballeur professionnel, à l'âge de 37 ans.

### Carrière internationale (2003-2017)
Le 30 avril 2003, Arjen Robben est âgé de 19 ans lorsqu'il honore sa première sélection avec l'équipe première des Pays-Bas, lors d'un match nul 1-1 contre le Portugal. Il prend alors part à l'Euro 2004, faisant partie, avec Wesley Sneijder et John Heitinga, des jeunes joueurs sélectionnés par Dick Advocaat. En poule, Robben est titulaire face à la République tchèque, qui l'emporte 3-2 et finit première de son groupe devant les Pays-Bas. En quart de finale, face à la Suède, Robben inscrit le tir au but décisif et qualifie son équipe pour le tour suivant. Il a alors ces mots : « Ce fut le plus grand moment de ma vie. Je n'ai pas vraiment eu peur, mais nos nerfs ont été mis à rude épreuve ». Les Pays-Bas sont ensuite éliminés par le Portugal (1-2), pays organisateur, en demi-finale.
Il participe ensuite aux qualifications pour la Coupe du monde 2006 : en six matchs, il marque deux buts. Arrivés en Allemagne pour la compétition, les Pays-Bas se retrouvent dans le groupe de la Serbie-et-Monténégro (1-0). Robben inscrit face à eux le seul but de la rencontre, et est élu homme du match. Il est de nouveau l'homme de la rencontre face à la Côte d'Ivoire (2-1) ; il obtient donc cette distinction pour ses deux premiers matchs en phase finale de Coupe du monde. Mais les Pays-Bas sont éliminés dès les huitièmes de finale, encore une fois face au Portugal (0-1). La rencontre est notamment marquée par 16 cartons jaunes et 4 rouges.
Robben retrouve la compétition internationale lors l'Euro 2008, en Suisse et en Autriche. Le sélectionneur néerlandais Marco van Basten délaisse son schéma tactique pour un nouveau 4-2-3-1, donnant ainsi sa préférence au trio du milieu de terrain composé de Rafael van der Vaart, Wesley Sneijder, et Dirk Kuyt. Blessé d'entrée face à l'Italie (3-0), il revient en forme contre la France (4-1), où il donne une passe à Van Persie et inscrit un but spectaculaire dans un angle très fermé. Bien qu'ayant dominé leur sujet en poules, les Pays-Bas sont éliminés en prolongations dès les quarts de finale par l'équipe de Russie (1-3).

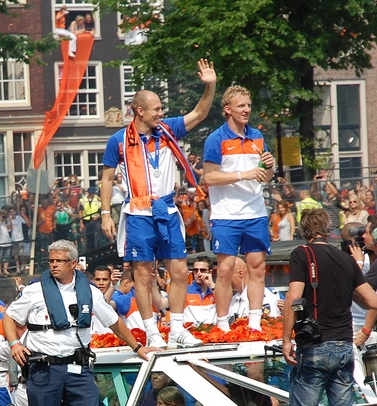
Robben et Kuyt à Amsterdam, fêtant la deuxième place des Pays-Bas à la Coupe du monde 2010.

En 2010, Robben est sélectionné par Bert van Marwijk pour disputer la première Coupe du monde africaine, en Afrique du Sud. Lors du dernier match de préparation des Pays-Bas, en match amical face à la Hongrie, il se blesse tout seul en fin de rencontre, ce qui remet en question sa participation au mondial. Toutefois, Van Marwijk annonce qu'il ne le remplace pas, espérant son rétablissement pour la compétition. Finalement, Robben fait son apparition dès le troisième match de poule des Pays-Bas, face au Cameroun (2-1). Remplaçant entré en cours de jeu, il est à l'origine d'un des deux buts de son équipe. Il est titulaire lors des huitièmes de finale et inscrit un but face à la Slovaquie (2-1), d'une frappe des vingt mètres. En quart de finale face au Brésil, il dispute toute la rencontre, remportée 2 buts à 1 par les Pays-Bas ; Robben ayant provoqué le coup franc à l'origine du premier but de son équipe et donné le corner à l'origine du second. En demi-finale, face à l'Uruguay, il inscrit le but du 3 à 1 pour les Pays-Bas. En revanche, lors de la finale qui oppose les Pays-Bas à l'Espagne, à la suite de deux duels manqués devant Iker Casillas (67e et 83e minute), il ne marque pas et ne peut empêcher l'adversaire de battre son équipe (0-1).

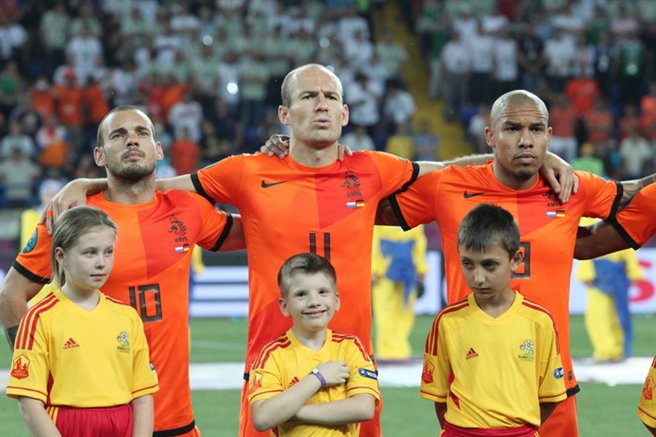
Robben (au centre) avec Wesley Sneijder et Nigel de Jong à l'Euro 2012.

En 2012, face à l'Angleterre en match amical, il marque un doublé, dont un but d'où il part depuis le milieu du terrain, dribble trois joueurs et frappe des 16 mètres. La balle part dans le coin inférieur droit et Joe Hart, le gardien anglais, ne peut l'arrêter. L'Euro est décevant pour Robben, où les Pays-Bas sont éliminés en phase de poules.
Le 13 juin 2014, lors du premier match de phase de groupe de la Coupe du monde au Brésil, il est auteur d'une très grande partie face à l'Espagne, championne du monde en titre, en inscrivant un doublé, au même titre que Robin van Persie. Les Pays-Bas gagnent le match 5 à 1. Certains médias – notamment De Telegraaf – annoncent que lors du match, il est devenu le footballeur le plus rapide du monde en courant à 37 km/h battant le précédent record de Theo Walcott à 35,7 km/h. Une information qui se révèle être fausse, Robben n'ayant couru « qu'à » 31,03 km/h selon les statistiques de la FIFA,. Il récidive lors match suivant face à l'Australie sur une passe décisive de Daley Blind. En huitièmes de finale, face au Mexique, Robben tombe dans la surface adverse durant le temps additionnel et l'arbitre accorde immédiatement un penalty. Huntelaar transforme la pénalité en but et permet aux Pays-Bas de passer sur le score de dernière minute de 2 à 1 pour les quarts de finale. Dans un entretien après le match, Robben s'excuse de ce geste peu sportif, une « erreur » de sa part, disant ne pas avoir réfléchi sur le moment. L'entraîneur mexicain et une partie de la presse sportive dénoncent cette action car ce n'était pas le premier plongeon de sa carrière. En fin de tournoi, Arjen Robben monte sur la 3e marche du podium du Ballon d'or de l'événement et est nommé dans l'all-star team de la Coupe.
Après l'été, il revient en orange pour disputer les éliminatoires de l'Euro 2016. Robben participe grandement à la victoire écrasante des Pays-Bas sur la Lettonie (6-0) en inscrivant un doublé. Jouant quelques autres matchs sans marquer, et étant blessé plusieurs mois en 2015, le sélectionneur Guus Hiddink dira que « sans lui, l'équipe perd 30 à 40 % de sa qualité et de sa production ». Sans Robben, cette dernière n'arrive pas à revenir à un bon niveau, aussi bien sur le plan défensif qu'offensif. Elle échoue à la qualification pour l'Euro, une première depuis 1984.
Capitaine et meilleur buteur des Pays-Bas (avec 6 buts) lors des qualifications pour la Coupe du Monde 2018, Robben n'y atteint que la troisième place du groupe A avec les Oranjes, ce qui ne suffira pas pour qualifier son équipe au Mondial en Russie.
À la suite de cet échec, Robben annonce sa retraite internationale en octobre 2017.

## Style de jeu
Arjen Robben fait partie de ces rares joueurs techniques exceptionnels  : sa conduite de balle de très haute qualité associée à des dribbles d’une précision chirurgicale complétés enfin par des qualités hors normes d’accélération et de vitesse lui permettent d’éliminer très facilement les joueurs adverses faisant de lui un des meilleurs dribbleurs de sa génération. 
Étant gaucher, il a marqué les esprits au poste de milieu droit ou attaquant droit en effectuant sa « spéciale » lorsqu’il débutait une percée dans le couloir grâce à sa vitesse et sa conduite de balle puis enchaînait d’un ou plusieurs dribbles en crochet extérieur pour rentrer dans l’axe et enfin finir d’une frappe puissante enroulée dans la lucarne opposée le plus souvent. 
Au Bayern Munich, il évolue généralement au poste d'ailier ou milieu latéral droit, ce qui lui permet de rentrer dans l'axe et de tirer du pied gauche ; il marque de nombreux buts de cette manière. Il est souvent associé à son partenaire Franck Ribéry au Bayern Munich, avec lequel il forme un duo souvent nommé « Robbery » dans les médias allemands, dont les qualités techniques et de percussion ainsi que la vision du jeu mènent à la création et à l'aboutissement de nombreuses phases offensives. La tendance des deux coéquipiers à permuter génère souvent une certaine confusion dans la défense adverse.

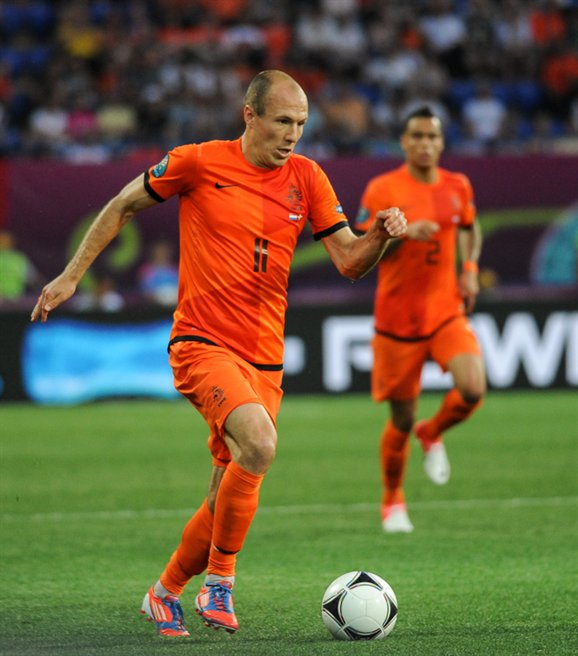
Robben en 2012 avec sa sélection.

Toutefois, au cours de sa carrière de nombreuses critiques se sont portées vers l'aspect parfois égoïste de son jeu, flamboyant et fait de dribbles en abondance, mais parfois peu porté vers le collectif – dans des situations où adresser une passe à un coéquipier semble être la solution optimale, Robben a tendance à privilégier le tir ou le dribble, bien que cela fonctionne de temps en temps. Néanmoins, il semble que cet aspect se soit fortement effacé, surtout dans les grands matchs, et spécialement depuis 2013. Cependant, à titre d'exemple, ses deux derniers buts à la Coupe du monde 2014 (25e et 26e buts en sélection), furent construits uniquement par lui-même, et, alors qu'il aurait pu passer optimalement devant le gardien, il tira. Son activité dans les phases défensives, assez faible au début de sa carrière, s'est fortement renforcée lors de la saison 2013-2014. Sa vitesse élevée lui permet de récupérer régulièrement des ballons sur son aile et de minimiser l'apport offensif du latéral gauche adverse.
Cependant, l'originalité de Robben réside dans sa capacité à dépasser son registre d'ailier pour évoluer en meneur de jeu, tant sur l'aile que dans l'axe. Il organise alors les offensives en alternant jeu court et jeu long, tout en conservant la possibilité de provoquer en un contre un. Pour déconcerter les défenseurs adverses, il combine également très souvent avec le défenseur latéral sur son côté droit – en particulier avec Philipp Lahm au Bayern quand il ne joue pas au milieu de terrain. Il multiplie alors les passes courtes et les dédoublements pour créer des espaces mis à profit par le latéral ou lui en tirant ou en centrant.

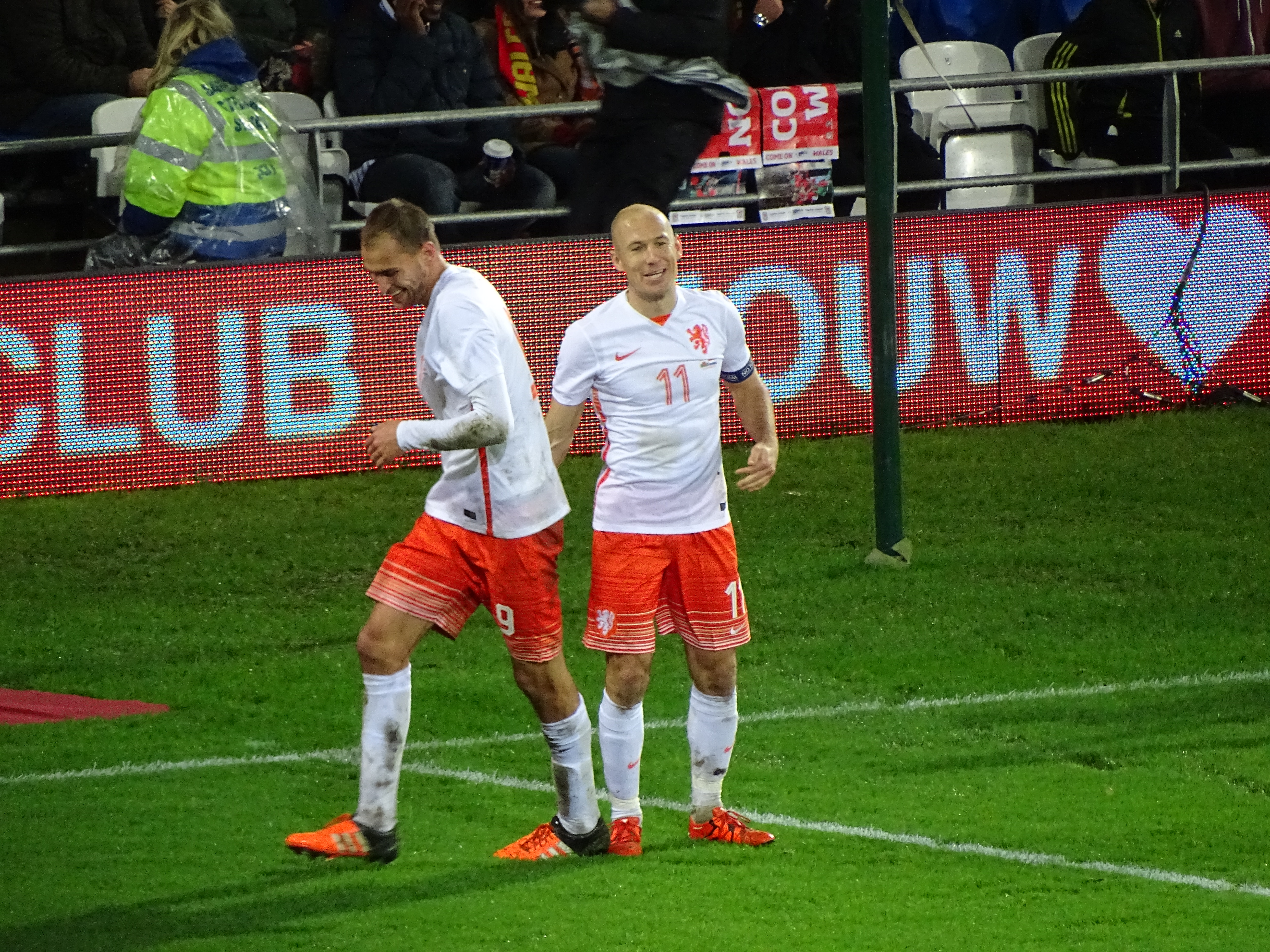
Robben avec Bas Dost, au Cardiff City Stadium (Pays de Galles), le 13 novembre 2015.

La frappe de balle du pied gauche de Robben est exceptionnellement bonne de par sa puissance et son effet, éléments qui permettent souvent de tromper le gardien à l'exemple de ses 17e, 19e et 22e buts en sélection. Son pied droit reste faible et très sensiblement moins précis et efficace. De fait, Robben privilégie donc son pied gauche – mais se remettre sur son bon pied lui prend un certain temps, ce qui peut lui être très préjudiciable lors des face-à-face avec les gardiens.
On a ainsi souvent reproché à Robben son manque d'efficacité face au gardien, en citant le face-à-face décisif qu'il a raté contre Iker Casillas en finale de la Coupe du monde 2010 de football. De même, son pénalty décisif raté lors de la finale de la Ligue des champions 2011-2012 face à Chelsea, finalement perdue par le Bayern a nourri de nombreuses critiques relatives à sa prétendue inefficacité lors des grands matchs. Néanmoins, sa passe décisive et son but de dernière minute en finale de l'édition suivante, remportée par le Bayern, ont brisé ce qui semblait être une malédiction, tout comme le doublé inscrit l'année suivante face à Casillas lors du premier match de poule de la Coupe du monde 2014.
Enfin, s'il avait déjà marqué de la tête comme contre l'Uruguay pour envoyer les Oranje en finale de la Coupe du monde 2010, il n'en demeurait pas moins que le jeu aérien était un de ses domaines les plus faibles. Après avoir mis l'accent sur cela lors de ses entraînements avec le Bayern, Robben arrive largement lors de la saison 2014-2015 à marquer depuis des angles fermés de la tête.

## Statistiques détaillées
| Saison                | Club                  | Championnat           | Championnat | Championnat | Championnat | Coupe(s) nationale(s) | Coupe(s) nationale(s) | Coupe(s) nationale(s) | Supercoupe | Supercoupe | Supercoupe | Compétition(s) continentale(s) | Compétition(s) continentale(s) | Compétition(s) continentale(s) | Compétition(s) continentale(s) | Pays-Bas | Pays-Bas | Pays-Bas | Total | Total | Total |
| Saison                | Club                  | Division              | M           | B           | Pd          | M                     | B                     | Pd                    | M          | B          | Pd         | C                              | M                              | B                              | Pd                             | M        | B        | Pd       | M     | B     | Pd    |
| --------------------- | --------------------- | --------------------- | ----------- | ----------- | ----------- | --------------------- | --------------------- | --------------------- | ---------- | ---------- | ---------- | ------------------------------ | ------------------------------ | ------------------------------ | ------------------------------ | -------- | -------- | -------- | ----- | ----- | ----- |
| 2000-2001             | FC Groningue          | Eredivisie            | 18          | 2           | 3           | -                     | -                     | -                     | -          | -          | -          | -                              | -                              | -                              | -                              | -        | -        | -        | 18    | 2     | 3     |
| 2001-2002             | FC Groningue          | Eredivisie            | 28          | 6           | 3           | 6                     | 4                     | 0                     | -          | -          | -          | C3                             | 7                              | 0                              | 0                              | -        | -        | -        | 41    | 10    | 3     |
| Sous-total            | Sous-total            | Sous-total            | 46          | 8           | 6           | 6                     | 4                     | 0                     | -          | -          | -          | -                              | -                              | -                              | -                              | -        | -        | -        | 52    | 12    | 6     |
| 2002-2003             | PSV Eindhoven         | Eredivisie            | 33          | 12          | 8           | 3                     | 0                     | 0                     | 1          | 0          | 0          | C3                             | 4                              | 1                              | 0                              | 1        | 0        | 0        | 42    | 13    | 8     |
| 2003-2004             | PSV Eindhoven         | Eredivisie            | 23          | 6           | 9           | 2                     | 0                     | 0                     | 1          | 1          | 0          | C3                             | 8                              | 2                              | 0                              | 9        | 2        | 3        | 43    | 11    | 12    |
| Sous-total            | Sous-total            | Sous-total            | 56          | 18          | 17          | 5                     | 0                     | 0                     | 2          | 1          | 0          | -                              | 12                             | 3                              | 0                              | 10       | 2        | 3        | 85    | 24    | 20    |
| 2004-2005             | Chelsea FC            | Premier League        | 18          | 7           | 9           | 6                     | 1                     | 1                     | -          | -          | -          | C1                             | 5                              | 1                              | 0                              | 4        | 2        | 0        | 33    | 11    | 10    |
| 2005-2006             | Chelsea FC            | Premier League        | 28          | 6           | 2           | 5                     | 1                     | 2                     | 1          | 0          | 0          | C1                             | 6                              | 0                              | 1                              | 9        | 3        | 1        | 49    | 10    | 6     |
| 2006-2007             | Chelsea FC            | Premier League        | 21          | 2           | 5           | 7                     | 0                     | 1                     | 1          | 0          | 0          | C1                             | 7                              | 1                              | 1                              | 6        | 1        | 0        | 42    | 4     | 7     |
| Sous-total            | Sous-total            | Sous-total            | 67          | 15          | 16          | 18                    | 2                     | 4                     | 2          | 0          | 0          | -                              | 18                             | 2                              | 2                              | 19       | 6        | 1        | 124   | 25    | 23    |
| 2007-2008             | Real Madrid           | Liga                  | 21          | 4           | 3           | 2                     | 1                     | 1                     | -          | -          | -          | C1                             | 5                              | 0                              | 0                              | 6        | 2        | 1        | 34    | 7     | 5     |
| 2008-2009             | Real Madrid           | Liga                  | 29          | 7           | 5           | -                     | -                     | -                     | 2          | 0          | 1          | C1                             | 6                              | 1                              | 1                              | 7        | 1        | 0        | 44    | 9     | 7     |
| 2009                  | Real Madrid           | Liga                  | 0           | 0           | 0           | -                     | -                     | -                     | -          | -          | -          | -                              | -                              | -                              | -                              | 1        | 0        | 0        | 1     | 0     | 0     |
| Sous-total            | Sous-total            | Sous-total            | 50          | 11          | 8           | 2                     | 1                     | 1                     | 2          | 0          | 1          | -                              | 11                             | 1                              | 1                              | 14       | 3        | 1        | 79    | 16    | 12    |
| 2009-2010             | Bayern Munich         | Bundesliga            | 24          | 16          | 5           | 3                     | 3                     | 1                     | -          | -          | -          | C1                             | 10                             | 4                              | 0                              | 9        | 4        | 1        | 46    | 27    | 7     |
| 2010-2011             | Bayern Munich         | Bundesliga            | 14          | 12          | 8           | 1                     | 1                     | 1                     | -          | -          | -          | C1                             | 2                              | 0                              | 2                              | 1        | 0        | 0        | 18    | 13    | 11    |
| 2011-2012             | Bayern Munich         | Bundesliga            | 24          | 12          | 5           | 3                     | 2                     | 1                     | -          | -          | -          | C1                             | 9                              | 5                              | 2                              | 7        | 2        | 1        | 43    | 21    | 9     |
| 2012-2013             | Bayern Munich         | Bundesliga            | 16          | 5           | 5           | 5                     | 4                     | 3                     | 1          | 0          | 1          | C1                             | 9                              | 4                              | 2                              | 8        | 1        | 4        | 39    | 14    | 15    |
| 2013-2014             | Bayern Munich         | Bundesliga            | 28          | 11          | 6           | 5                     | 4                     | 5                     | 2          | 6          | 3          | C1+SE                          | 10+1                           | 4+0                            | 4+0                            | 15       | 10       | 4        | 60    | 29    | 19    |
| 2014-2015             | Bayern Munich         | Bundesliga            | 21          | 17          | 7           | 2                     | 0                     | 1                     | -          | -          | -          | C1                             | 7                              | 2                              | 1                              | 5        | 2        | 2        | 35    | 21    | 11    |
| 2015-2016             | Bayern Munich         | Bundesliga            | 15          | 4           | 1           | 3                     | 0                     | 1                     | 1          | 1          | 0          | C1                             | 3                              | 2                              | 1                              | 1        | 2        | 0        | 23    | 9     | 3     |
| 2016-2017             | Bayern Munich         | Bundesliga            | 27          | 13          | 9           | 4                     | 0                     | 0                     | -          | -          | -          | C1                             | 8                              | 3                              | 3                              | 4        | 3        | 1        | 43    | 19    | 13    |
| 2017-2018             | Bayern Munich         | Bundesliga            | 21          | 5           | 7           | 3                     | 2                     | 2                     | -          | -          | -          | C1                             | 9                              | 0                              | 4                              | 7        | 6        | 0        | 40    | 13    | 13    |
| 2018-2019             | Bayern Munich         | Bundesliga            | 12          | 4           | 0           | 1                     | 0                     | 0                     | 1          | 0          | 1          | C1                             | 4                              | 2                              | 1                              | -        | -        | -        | 18    | 6     | 2     |
| Sous-total            | Sous-total            | Sous-total            | 202         | 99          | 53          | 30                    | 16                    | 15                    | 9          | 3          | 2          | -                              | 71                             | 26                             | 20                             | 53       | 26       | 13       | 365   | 170   | 103   |
| 2020-2021             | FC Groningue          | Eredivisie            | 6           | 0           | 2           | -                     | -                     | -                     | -          | -          | -          | -                              | -                              | -                              | -                              | -        | -        | -        | 2     | 0     | 0     |
| Sous-total            | Sous-total            | Sous-total            | 6           | 0           | 2           | -                     | -                     | -                     | -          | -          | -          | -                              | -                              | -                              | -                              | -        | -        | -        | 6     | 0     | 2     |
| Total sur la carrière | Total sur la carrière | Total sur la carrière | 427         | 147         | 102         | 61                    | 23                    | 20                    | 10         | 4          | 2          | -                              | 119                            | 34                             | 23                             | 96       | 37       | 18       | 713   | 245   | 165   |

### Buts en sélection
|    | Date             | Lieu                                    | Adversaire           | But | Score final | Compétitions                            |
| -- | ---------------- | --------------------------------------- | -------------------- | --- | ----------- | --------------------------------------- |
| 1  | 11 octobre 2003  | Philips Stadion, Eindhoven              | Moldavie             | 5-0 | 5-0         | Éliminatoires Euro 2004                 |
| 2  | 18 février 2004  | Amsterdam Arena, Amsterdam              | États-Unis           | 1-0 | 1-0         | Match amical                            |
| 3  | 17 novembre 2004 | Mini Estadi, Barcelone                  | Andorre              | 2-0 | 3-0         | Éliminatoires de la Coupe du monde 2006 |
| 4  | 4 juin 2005      | De Kuip, Rotterdam                      | Roumanie             | 1-0 | 2-0         | Éliminatoires de la Coupe du monde 2006 |
| 5  | 17 août 2005     | De Kuip, Rotterdam                      | Allemagne            | 1-0 | 2-2         | Match amical                            |
| 6  | 17 août 2005     | De Kuip, Rotterdam                      | Allemagne            | 2-0 | 2-2         | Match amical                            |
| 7  | 11 juin 2006     | Zentralstadion, Leipzig                 | Serbie-et-Monténégro | 1-0 | 1-0         | Coupe du monde 2006                     |
| 8  | 16 août 2006     | Lansdowne Road, Dublin                  | République d'Irlande | 2-0 | 4-0         | Match amical                            |
| 9  | 1er juin 2008    | De Kuip, Rotterdam                      | Pays de Galles       | 2-0 | 2-0         | Match amical                            |
| 10 | 13 juin 2008     | Stade de Suisse, Berne                  | France               | 3-1 | 4-1         | Euro 2008                               |
| 11 | 10 juin 2009     | De Kuip, Rotterdam                      | Norvège              | 2-0 | 2-0         | Éliminatoires de la Coupe du monde 2010 |
| 12 | 5 juin 2010      | Amsterdam Arena, Amsterdam              | Hongrie              | 3-1 | 6-1         | Match amical                            |
| 13 | 5 juin 2010      | Amsterdam Arena, Amsterdam              | Hongrie              | 6-1 | 6-1         | Match amical                            |
| 14 | 28 juin 2010     | Moses Mabhida Stadium, Durban           | Slovaquie            | 1-0 | 2-1         | Coupe du monde 2010                     |
| 15 | 6 juillet 2010   | Cape Town Stadium, Le Cap               | Uruguay              | 3-1 | 3-2         | Coupe du monde 2010                     |
| 16 | 29 février 2012  | Stade de Wembley, Londres               | Angleterre           | 1-0 | 3-2         | Match amical                            |
| 17 | 29 février 2012  | Stade de Wembley, Londres               | Angleterre           | 3-2 | 3-2         | Match amical                            |
| 18 | 7 juin 2013      | Stade Gelora Bung Karno, Jakarta        | Indonésie            | 3-0 | 3-0         | Match amical                            |
| 19 | 6 septembre 2013 | A. Le Coq Arena, Tallinn                | Estonie              | 1-0 | 2-2         | Éliminatoires de la Coupe du monde 2014 |
| 20 | 11 octobre 2013  | Amsterdam Arena, Amsterdam              | Hongrie              | 8-1 | 8-1         | Éliminatoires de la Coupe du monde 2014 |
| 21 | 15 octobre 2013  | Şükrü Saracoğlu Stadium, Istanbul       | Turquie              | 1-0 | 2-0         | Éliminatoires de la Coupe du monde 2014 |
| 22 | 16 novembre 2013 | Cristal Arena, Genk                     | Japon                | 2-0 | 2-2         | Match amical                            |
| 23 | 4 juin 2014      | Amsterdam Arena, Amsterdam              | Pays de Galles       | 1-0 | 2-0         | Match amical                            |
| 24 | 13 juin 2014     | Arena Fonte Nova, Salvador              | Espagne              | 2-1 | 5-1         | Coupe du monde 2014                     |
| 25 | 13 juin 2014     | Arena Fonte Nova, Salvador              | Espagne              | 5-1 | 5-1         | Coupe du monde 2014                     |
| 26 | 18 juin 2014     | Stade José-Pinheiro-Borda, Porto Alegre | Australie            | 1-0 | 3-2         | Coupe du monde 2014                     |
| 27 | 16 novembre 2014 | Amsterdam Arena, Amsterdam              | Lettonie             | 2-0 | 6-0         | Éliminatoires Euro 2016                 |
| 28 | 16 novembre 2014 | Amsterdam Arena, Amsterdam              | Lettonie             | 5-0 | 6-0         | Éliminatoires Euro 2016                 |
| 29 | 13 novembre 2015 | Cardiff City Stadium, Cardiff           | Pays de Galles       | 2-1 | 3-2         | Match amical                            |
| 30 | 13 novembre 2015 | Cardiff City Stadium, Cardiff           | Pays de Galles       | 3-2 | 3-2         | Match amical                            |
| 31 | 13 novembre 2016 | Stade Josy-Barthel, Luxembourg          | Luxembourg           | 1-0 | 3-1         | Éliminatoires de la Coupe du monde 2018 |
| 32 | 4 juin 2017      | De Kuip, Rotterdam                      | Côte d'Ivoire        | 2-0 | 5-0         | Match amical                            |
| 33 | 9 juin 2017      | De Kuip, Rotterdam                      | Luxembourg           | 1-0 | 5-0         | Éliminatoires de la Coupe du monde 2018 |
| 34 | 3 septembre 2017 | Amsterdam Arena, Amsterdam              | Bulgarie             | 2-0 | 3-1         | Éliminatoires de la Coupe du monde 2018 |
| 35 | 7 octobre 2017   | Borisov Arena, Borisov                  | Biélorussie          | 2-1 | 3-1         | Éliminatoires de la Coupe du monde 2018 |
| 36 | 10 octobre 2017  | Amsterdam Arena, Amsterdam              | Suède                | 1-0 | 2-0         | Éliminatoires de la Coupe du monde 2018 |
| 37 | 10 octobre 2017  | Amsterdam Arena, Amsterdam              | Suède                | 2-0 | 2-0         | Éliminatoires de la Coupe du monde 2018 |

## Palmarès
| PSV Eindhoven (2) | Chelsea FC (5) | Real Madrid (2)                                                                                               | Bayern Munich (16) | Équipe des Pays-Bas                                                                                      |
| --- | --- | --- | --- | --- |
| - Championnat des Pays-Bas - Champion en 2003 - Vice-champion en 2004 - Supercoupe des Pays-Bas - Vainqueur en 2003 - Finaliste en 2002 | - Championnat d'Angleterre - Champion en 2005 et 2006 - Vice-champion en 2007 - Coupe d'Angleterre - Vainqueur en 2007 - Coupe de la Ligue - Vainqueur en 2007 - Community Shield - Vainqueur en 2005 - Finaliste en 2006 | - Championnat d'Espagne - Champion en 2008 - Vice-champion en 2009 - Supercoupe d'Espagne - Vainqueur en 2008 | - Championnat d'Allemagne - Champion en 2010, 2013, 2014, 2015, 2016, 2017, 2018 et 2019 - Vice-champion en 2012 - Coupe d'Allemagne - Vainqueur en 2010, 2013, 2014 et 2019 - Finaliste en 2012 - Supercoupe d'Allemagne - Vainqueur en 2012 et 2018 - Finaliste en 2013 et 2015 - Ligue des champions - Vainqueur en 2013 - Finaliste en 2010 et 2012 - Supercoupe de l'UEFA - Vainqueur en 2013 | - Championnat d'Europe - Demi-finaliste en 2004 - Coupe du monde - Finaliste en 2010 - Troisième en 2014 |

### Distinctions personnelles
- 4e au Ballon d'or 2014
- 3e du Prix UEFA du Meilleur joueur d'Europe en 2014
- Sportif néerlandais de l'année en 2014
- Footballeur allemand de l'année du meilleur joueur de Bundesliga en 2010
- Trophée Bravo du meilleur jeune joueur européen de l'année en 2005
- Joueur du mois du championnat d'Angleterre en novembre 2004
- Ballon de bronze du meilleur joueur de la Coupe du monde 2014
- Membre de l'équipe type de la Coupe du monde 2014
- Membre de l'équipe type de l'année UEFA en 2011 et 2014
- Membre de l'équipe type de la Premier League en 2005
- Membre de l'équipe type de FIFA/FIFPro World XI en 2014
- Membre de l'équipe type de la Ligue des champions de l'UEFA en 2013 et 2014
- Homme du match de la Finale de la Ligue des champions de l'UEFA 2012-2013
- Homme du match contre la Serbie-et-Monténégro et la Côte d'Ivoire lors de la Coupe du monde 2006
- Homme du match contre la Slovaquie lors de la Coupe du monde 2010
- Homme du match contre l'Australie, le Chili et le Brésil lors de la Coupe du monde 2014